# Herman VI van Woerden
Herman VI van Woerden (ca. 1240 - 1303/1304) was heer van Woerden en deelnemer aan het complot om graaf Floris V van Holland te ontvoeren, wat mislukte.

## Levensloop
Hij was een zoon van Herman V van Woerden en Badeloch Clementa van Amstel, een dochter van Gijsbrecht III van Amstel. Hij was vermoedelijk heer van Woerden vanaf 1252, waarna zijn vader niet meer voorkomt. Hij zwoer trouw aan de bisschop van Utrecht en was op expansie van zijn grondgebied uit. In de jaren 1280 werden de landerijen in het gebied tussen het Graafschap Holland en het sticht verkocht aan Floris V van Holland. Ook Woerden viel hieronder, waardoor Herman leenman van Holland moest worden. Hij kon dit moeilijk verkroppen en enkele conflicten volgden. Zo kreeg hij in 1286 de kans van de bisschop van Utrecht om aanspraak te maken op de vrijgekomen post van kastelein van Montfoort, omdat het geslacht bijna uitgestorven was. Floris V van Holland stak daar echter een stokje voor en vergaf de positie aan de uit Brabant afkomstige Hendrik de Rovere. 
Op 30 maart 1287 of 1288 (Palmzondag) vond er, na acht jaar ballingschap, toch een verzoening plaats tussen de graaf en van Woerden. In 1290 wordt Van Woerden tot een van de voornaamste hovelingen genoemd aan het grafelijk hof.
Herman VI nam deel aan het complot om graaf Floris V van Holland te ontvoeren. Samen met Gerard van Velsen en Gijsbrecht IV van Amstel nam hij de graaf op de stadsweide van Utrecht gevangen na een opgezette valkenjacht, waarna Floris in het Muiderslot vastgezet werd. Nadat de plaatselijke bevolking doorhad dat hun graaf gevangen zat kwam deze in opstand. In een ontsnappingspoging van de drie edelen stak Gerard van Velsen de graaf dood. Herman sloeg op de vlucht en wist net als Gijsbrecht van Amstel te ontsnappen en ergens anders in ballingschap verder te leven. Hij verloor daarbij al zijn titels. Het vermoeden gaat dat hij in Vlaanderen in 1303 of 1304 overleden is.
Herman VI trouwde in 1265 met Elizabeth of Alverade van Brederode, een dochter van Willem I van Brederode en Hildegonda van Voorne. uit het huwelijk kwam een dochter Clementa van Woerden (1265-1316). Herman zou in 1287 ook gehuwd zijn met een Elisabeth van Amstel, zijn tweede echtgenote.

## Voorouders
| Voorouders van Herman VI van Woerden (1240-1303) | Voorouders van Herman VI van Woerden (1240-1303)                       | Voorouders van Herman VI van Woerden (1240-1303)                       | Voorouders van Herman VI van Woerden (1240-1303)                       | Voorouders van Herman VI van Woerden (1240-1303)                       | Voorouders van Herman VI van Woerden (1240-1303)                       | Voorouders van Herman VI van Woerden (1240-1303)                       | Voorouders van Herman VI van Woerden (1240-1303)                       | Voorouders van Herman VI van Woerden (1240-1303)                       |
| ------------------------------------------------ | ---------------------------------------------------------------------- | ---------------------------------------------------------------------- | ---------------------------------------------------------------------- | ---------------------------------------------------------------------- | ---------------------------------------------------------------------- | ---------------------------------------------------------------------- | ---------------------------------------------------------------------- | ---------------------------------------------------------------------- |
| Overgrootouders                                  | Hermannus III de Worthen (? - 1186)(-) ∞ ?(-)                          | Hermannus III de Worthen (? - 1186)(-) ∞ ?(-)                          | ?(-) ∞ ?(-)                                                            | ?(-) ∞ ?(-)                                                            | Gijsbrecht I van Amstel (1145 - 1201) ∞ ?(-)                           | Gijsbrecht I van Amstel (1145 - 1201) ∞ ?(-)                           | ?(-) ∞ ?(-)                                                            | ?(-) ∞ ?(-)                                                            |
| Grootouders                                      | Herman IV van Woerden (1177 - 1227) ∞ Sibylla(-)                       | Herman IV van Woerden (1177 - 1227) ∞ Sibylla(-)                       | Herman IV van Woerden (1177 - 1227) ∞ Sibylla(-)                       | Herman IV van Woerden (1177 - 1227) ∞ Sibylla(-)                       | Gijsbrecht III van Amstel (1200 - 1252) ∞ ?(-)                         | Gijsbrecht III van Amstel (1200 - 1252) ∞ ?(-)                         | Gijsbrecht III van Amstel (1200 - 1252) ∞ ?(-)                         | Gijsbrecht III van Amstel (1200 - 1252) ∞ ?(-)                         |
| Ouders                                           | Herman V van Woerden (1202 - 1252) ∞ Clementia Badeloch van Amstel (-) | Herman V van Woerden (1202 - 1252) ∞ Clementia Badeloch van Amstel (-) | Herman V van Woerden (1202 - 1252) ∞ Clementia Badeloch van Amstel (-) | Herman V van Woerden (1202 - 1252) ∞ Clementia Badeloch van Amstel (-) | Herman V van Woerden (1202 - 1252) ∞ Clementia Badeloch van Amstel (-) | Herman V van Woerden (1202 - 1252) ∞ Clementia Badeloch van Amstel (-) | Herman V van Woerden (1202 - 1252) ∞ Clementia Badeloch van Amstel (-) | Herman V van Woerden (1202 - 1252) ∞ Clementia Badeloch van Amstel (-) |

Van Herman VI is een zegel met drie ruiten bewaard gebleven aan een oorkonde van 25 augustus 1288 waarbij hij getuige is voor Arnoldus de Amstelle. Hij wordt vermeld als Herman miles de Woerden.